# Кодица, Иван Сергеевич
Иван Сергеевич Кодица (рум. Ion Codiţă; 19 апреля 1899, с. Коржова, Бессарабская губерния (ныне Криулянский район Молдавия) — 9 мая 1980, Кишинёв) — советский и молдавский государственный, партийный и профсоюзный деятель, председатель Президиума Верховного Совета Молдавской ССР — заместитель председателя Президиума Верховного Совета СССР c 1951 по 1963 годы.

## Биография
Сын молдавского крестьянина. В 1920 году перешёл румынско-советскую демаркационную линию и вступил добровольцем в Красную Армию. Участник гражданской войны. Демобилизован в 1923 году.
В 1926 году окончил Коммунистический университет национальных меньшинств Запада имени Мархлевского в Москве. С 1926 года участвовал в профсоюзном движении СССР, в 1929—1930 обучаясь в Высшей школе профсоюзного движения, которую не окончил.
С 1930 по 1944 год Ион Кодицэ занимал руководящие посты в профсоюзных и административных органах СССР: член Центрального Комитета Союза сельскохозяйственных рабочих (1930—1934), ответственный секретарь Центрального Комитета Союза рабочих пушных и птицесовхозов (1934—1937), начальник Отдела кадров и зарплаты, помощник начальника Главного управления по кадрам «Росглавкондитера» (1938—1941), директор кондитерской фабрики в Саратове (1941), начальник Политического отдела совхоза «Ударник» (1941), директор совхоза в Саратовской области (1944).
В 1944 году направлен на работу в Центральном Комитете Компартии Молдавии. В 1950 году назначен министром местной промышленности Молдавской ССР.
В период с 28 апреля 1951 по 3 апреля 1963 год — председатель Президиума Верховного Совета Молдавской ССР, а в 1954 году стал заместителем председателя Президиума Верховного Совета СССР.
В 1951—1963 был членом Бюро Центрального Комитета Компартии Молдавии, затем членом Центральной Ревизионной Комиссии КПСС (1961—1966). Избирался депутатом Верховного Совета СССР трёх созывов (4, 5, 6) и Верховного Совета Молдавской ССР четырех созывов (3, 4, 5, 6).
С 1963 — на пенсии.
В секторе Кишинёва — Ботаника раньше его именем была названа улица, позже её переименовали в улицу Буребиста.

## Награды
- Орден Ленина
- Орден Октябрьской Революции
- Орден Красного Знамени
- 2 ордена Трудового Красного Знамени (в том числе 30.04.1959)
- медали